# 阿列克谢·久明
阿列克谢·根纳季耶维奇·久明（羅馬化：Aleksey Gennadyevich Dyumin；1972年8月28日—），俄羅斯政治人物，曾任俄羅斯國防部副部長、图拉州州长，軍銜為中將，曾獲俄羅斯聯邦英雄頭銜。

## 生平

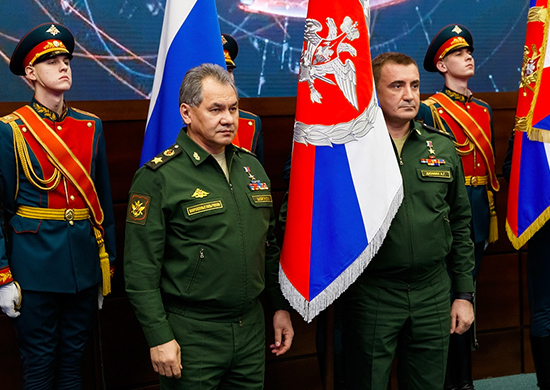
阿列克谢·久明與國防部長紹伊古

阿列克谢·久明於1972年出生於俄羅斯库尔斯克，其父為軍官，其母則為教師。他於1994年畢業於沃羅涅日高等軍事工程無線電學院（VVIURE，隸屬於莫斯科軍區），1995年進入聯邦安全局，1997年加入聯邦警衛局，擔任鮑利斯·葉爾欽、維克托·切爾諾梅爾金與弗拉迪米爾·普丁等人的特勤。2012年起担任联邦警卫局下属总统安全局副局长。日後久明接受採訪時描述他曾在普丁住所外擊退一隻熊的攻擊。
久明2013年调任格魯烏副局長，2014年，久明兼任CCO总指挥官，俄羅斯媒體《工商日報》報導他主導該年2月將烏克蘭總統維克多·亞努科維奇撤離烏克蘭的行動，但久明否認相關報導，指其為謠言；也有媒體指他在俄羅斯聯邦併吞克里米亞中扮演重要角色。2015年起，2015年起，久明担任俄国陆军副司令兼陆军总参谋长。同年12月11日升為中將，同年12月24日上任俄羅斯國防部副部長。他接受採訪時稱維克托·佐洛托夫為自己的導師。
2016年2月2日，俄羅斯總統普丁任命久明代理圖拉州州長，接任因私人因素辭職的弗拉基米尔·格鲁兹杰夫。同年9月的州長選舉中久明作為獨立參選人參選，受執政黨統一俄羅斯支持，獲84.17%選票當選，並於9月22日正式上任。2017年有媒體將他列為普丁可能的接班人之一。2021年久明在圖拉州州長選舉中以83.6%得票率當選連任。
2023年瓦格納集團叛亂後，有俄羅斯媒體指久明可能接任俄羅斯國防部長。2024年5月，久明被任命为联邦总统助理。8月13日，乌克兰入侵库尔斯克州期间，总统普京任命久明负责指挥库尔斯克的防御工作。

## 個人生活

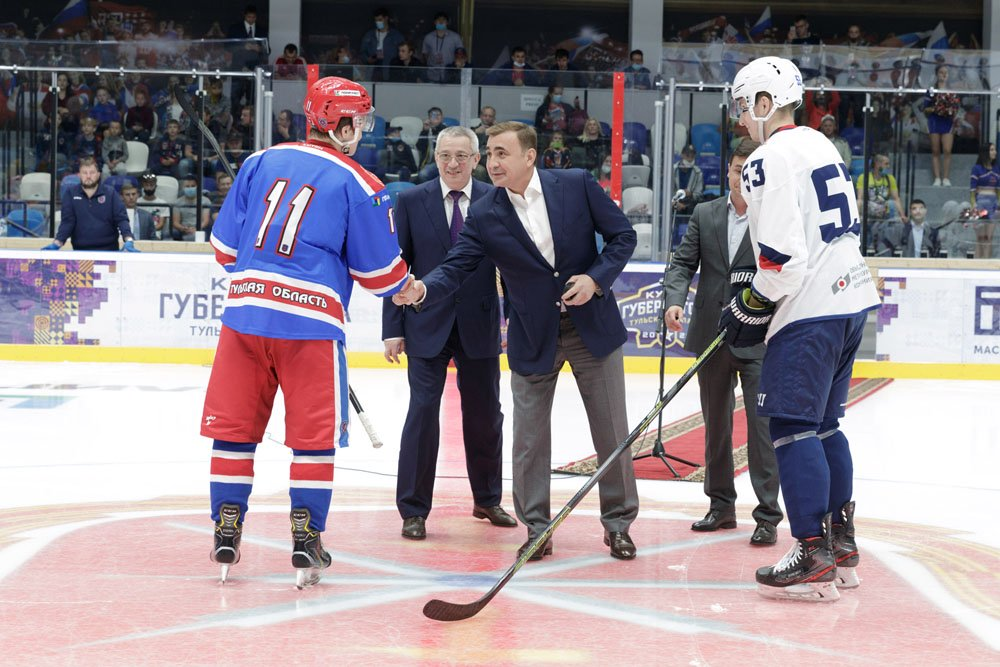
久明出席冰上曲棍球比賽

久明已婚並育有一子。久明為業餘冰上曲棍球選手。
2018年4月，久明等24位俄羅斯官員受到美國制裁；2019年起亦受加拿大制裁。2022年俄羅斯入侵烏克蘭後，久明也受到英國制裁。

## 榮譽
- 联邦警卫局荣誉官员徽章
- 联邦警卫局军事合作奖章
- 俄军总参军事情报局军事情报局——军事情报服务徽章
- 俄军总参军事情报局特别行动奖章
- 俄罗斯联邦英雄奖章（2014年）